# Сантьяго Мартінес
Сантьяго Мартінес Рестрепо (ісп. Santiago Martínez Restrepo; нар. 13 червня 1992) — колумбійський борець вільного стилю, срібний та бронзовий призер Панамериканських чемпіонатів.

## Спортивні результати на міжнародних змаганнях

### Виступи на Чемпіонатах світу
| Змагання                        | Збірна   | Вагова категорія          | Місце |
| ------------------------------- | -------- | ------------------------- | ----- |
| Чемпіонат світу з боротьби 2018 | Колумбія | вільна боротьба, до 79 кг | 25    |

### Виступи на Панамериканських чемпіонатах
| Змагання                                   | Збірна   | Вагова категорія          | Місце  |
| ------------------------------------------ | -------- | ------------------------- | ------ |
| Панамериканський чемпіонат з боротьби 2018 | Колумбія | вільна боротьба, до 79 кг | Бронза |
| Панамериканський чемпіонат з боротьби 2019 | Колумбія | вільна боротьба, до 79 кг | Срібло |

### Виступи на інших змаганнях
| Змагання                                       | Збірна   | Вагова категорія          | Місце  |
| ---------------------------------------------- | -------- | ------------------------- | ------ |
| Кубок Канади з боротьби 2017                   | США      | вільна боротьба, до 70 кг | 4      |
| Турнір Олександра Медведя 2018                 | Колумбія | вільна боротьба, до 79 кг | 6      |
| Меморіал Іона Корнеану і Ладислава Сімона 2018 | Колумбія | вільна боротьба, до 79 кг | Золото |